# XBLR-3轟炸機
Sikorsky XBLR-3西科斯基 XBLR-3 是西科斯基為參加1935年美國陸軍航空兵團「D 專案」設計競賽而開發的實驗性轟炸機。1936年3月，美國陸軍航空兵團取消了西科斯基XBLR-3，轉而支持剩下的兩個競爭對手：波音的XBLR-1（後來的XB-15）和道格拉斯的XBLR-2（後來的XB-19)。XBLR-3是西科斯基公司最後設計的固定翼飛機之一。

## 發展
XBLR-3配備四具1600hp24缸艾里遜V-3420發動機。
雖不清楚XBLR-3的武器細節，但初步木製模型中包含一個安裝在機背的旋轉砲塔。